# Ga Cát Linh
Ga Cát Linh là một nhà ga tàu điện ngầm trên Tuyến số 2A: Cát Linh – Hà Đông và Tuyến số 3: Nhổn – Ga Hà Nội (đang thi công) nằm ở 167 Phố Hào Nam, phường Cát Linh, quận Đống Đa, Hà Nội. Trong tương lai, ga Cát Linh cũng sẽ đóng vai trò là điểm đầu của tuyến đường sắt đô thị số 10 Cát Linh - Láng Hạ - Lê Văn Lương - Yên Nghĩa dự kiến vận hành trước năm 2045.  

## Lịch sử
- 6 tháng 11 năm 2021: Đi vào hoạt động với việc khánh thành Tuyến số 2A: Cát Linh – Hà Đông [2][3]

## Cấu trúc

### Trung chuyển
Do Tuyến 2A và Tuyến 3 được thi công bởi các nhà thầu sử dụng hai loại hình công nghệ khác nhau (Trung Quốc và Pháp) dẫn đến tình trạng không đồng bộ về thiết kế, quy hoạch nên hai ga có lối ra vào cách nhau khoảng 200 - 300m, gây bất tiện cho hành khách di chuyển. Để khắc phục tình trạng này, Sở Giao thông Vận tải Hà Nội đề xuất xây dựng hầm đi bộ kết nối giữa hai ga nhằm đảm bảo thuận tiện cho người dân sử dụng giao thông công cộng và tăng tính kết nối giữa hai tuyến. 
Cụ thể, sở đang nghiên cứu phương án kết nối giữa ga trên cao C01 và ga ngầm S10 trong phạm vi chỉ giới đường đỏ, thực hiện trên địa bàn quận Ba Đình và quận Đống Đa. Các hạng mục dự kiến xây dựng gồm các đường hầm đi bộ, phòng trung chuyển và có 2 hướng kết nối. Đường hầm dự kiến kết nối tầng trung chuyển của ga S10 lên tầng 1 ga C01. Hành khách sẽ sử dụng thang bộ, thang cuốn và thang máy để di chuyển giữa hai ga. Đây là dự án nhóm C, được đầu tư công với vốn dự kiến khoảng 113 tỉ đồng. 

### Bố trí ga
| 2F Tầng ke ga                        | Ke ga bên, cửa sẽ mở ở bên phải                 | Ke ga bên, cửa sẽ mở ở bên phải                                                                                          |
| Ke ga 1                              | T2A Tuyến 2A đi La Thành (Hướng đi Yên Nghĩa) → | |
| Ke ga đảo, cửa sẽ mở ở bên trái/phải |                                                 | |
| Ke ga 2                              | T2A Tuyến 2A đi La Thành (Hướng đi Yên Nghĩa) → | |
| Ke ga bên, cửa sẽ mở ở bên trái      |                                                 | |
| 1F Tầng trung chuyển                 | Tầng 1                                          | Khu bán vé, khu thương mại, khu kỹ thuật, lối lên xuống và cổng soát vé                                                  |
| G                                    | Mặt đất                                         | Lối lên xuống, bãi đỗ xe, khu kỹ thuật, khu thương mại và hầm trung chuyển Trung chuyển sang T3 Tuyến 3                  |
| B1F Tầng trung chuyển                | Tầng 1                                          | Khu bán vé, khu thương mại, khu kỹ thuật, lối lên xuống, cổng soát vé và hầm trung chuyển Trung chuyển sang T2A Tuyến 2A |
| B2F Tầng ke ga                       | Ke ga 3                                         | ← T3 Tuyến 3 đi Văn Miếu (Hướng đi Hà Nội)                                                                               |
| Ke ga đảo, cửa sẽ mở ở bên trái      |                                                 | |
| Ke ga 4                              | T3 Tuyến 3 đi Kim Mã (Hướng đi Nhổn) →          | |

#### Tuyến 2A (2F)
Nhà ga trên cao có tổng cộng 3 sân và 4 ke ga, với các ke ga đơn kẹp hai bên, sân chính ở giữa và hai bên là 2 đường ray. Sân chính ở giữa dành riêng cho việc lên tàu và hai sân đơn đơn dành riêng cho việc xuống tàu.

#### Tuyến 3 (B2F)
Tuyến số 3 tại ga Cát Linh sẽ là tuyến đi ngầm, hiện đang được xây dựng với 1 sân và 2 ke ga. Hành khách lên xuống tại cùng một khu vực.

## Xung quanh nhà ga
- Đền Thờ Bà Chúa Kho
- Bộ Y Tế Việt Nam
- Sở Thông tin và Truyền thông Hà Nội
- Bệnh Viện Hà Thành - Khoa Răng Hàm Mặt
- Trường THCS Cát Linh
- Trường Tiểu học Cát Linh
- Trường Mầm non Cát Linh
- Viện Khoa Học Và Công Nghệ Mỏ - Luyện Kim
- Bộ Tư Lệnh Thông Tin Liên Lạc
- Trường THCS Nguyễn Trãi
- Nhà hát Chèo Việt Nam
- Khách sạn Pullman Hà Nội
- Chùa Cát Linh
- Chùa Kim Sơn
- Đình Hào Nam
- Sân vận động Hàng Đẫy
- Liên đoàn Bóng đá Việt Nam
- Trung Tâm Huấn Luyện & Thi Đấu Thể Dục Thể Thao
- Kho bạc Nhà nước Việt Nam
- Bến xe Kim Mã

### Hệ thống xe buýt
| Tuyến xe buýt                                             | Lộ trình |
| 95 Giảng Võ                                               | 95 Giảng Võ |
| --------------------------------------------------------- | --- |
| 22A(Bến xe Gia Lâm - KĐT Trung Văn)                       | KĐT Trung Văn - ... - Nguyễn Chí Thanh - ... - Giảng Võ - ... Bến xe Gia Lâm                                                        |
| 38(Bến xe Nam Thăng Long - Mai Động)                      | Bễn xe Nam Thăng Long - ... - Đại học Giao thông Vận tải - Điểm trung chuyển Cầu Giấy (cột trước) - ... - Giảng Võ - ... - Mai Động |
| 49(Nhổn - Trần Khánh Dư)                                  | Nhổn - ... - Giảng Võ - ... - Trần Khánh Dư                                                                                         |
| 144(Đại học Mỏ - Trần Khánh Dư)                           | Đại học Mỏ - ... - Giảng Võ - Hào Nam -... - Trần Khánh Dư                                                                          |
| (A) Hảo Nam - Điểm Đỗ Xe Buýt Hào Nam                     | |
| 90(Hào Nam - Sân bay Nội Bài)                             | Hào Nam (Ga Cát Linh) - Hào Nam - Giảng Võ -...                                                                                     |
| 143(Hào Nam - Thị trấn Đông Anh)                          | Hào Nam -... - Nguyễn Thái Học -... - Thị trấn Đông Anh                                                                             |
| 146(Hào Nam - Khu liên cơ quan Sở ngành Hà Nội - Hào Nam) | Chiều đi: Hào Nam - Giảng Võ - ... - Giảng Võ - Hào Nam Chiều về: Hào Nam - Giảng Võ - Nguyễn Thái Học -... - Giảng Võ - Hào Nam    |
| E02(Hào Nam - Vinhomes Ocean Park)                        | Hào Nam (Ga Cát Linh) - ... - Vinhomes Ocean Park                                                                                   |
| (B) Hảo Nam - Điểm Đỗ Xe Buýt Hào Nam (D2)                | |
| 146(Hào Nam - Khu liên cơ quan Sở ngành Hà Nội - Hào Nam) | Chiều đi: Hào Nam - Giảng Võ -... - Giảng Võ - Hào Nam Chiều về: Hào Nam - Giảng Võ - Nguyễn Thái Học -... - Giảng Võ - Hào Nam     |
| Ngã ba Hào Nam - An Trạch (188 Hào Nam)                   | |
| 25(Bến xe Giáp Bát - Bệnh viện Bệnh nhiệt đới TƯ cơ sở 2) | Bến xe Giáp Bát - ... - Hào Nam - Giảng Võ - ... - Bệnh viện Bệnh nhiệt đới TƯ cơ sở 2                                              |
| 49(Trần Khánh Dư - Nhổn)                                  | Trần Khánh Dư - ... - Hào Nam - Giảng Võ - ... - Nhổn                                                                               |
| 50(Long Biên - KĐT Vân Canh)                              | Long Biên - ... - Hào Nam - Giảng Võ - ... - KĐT Vân Canh                                                                           |
| 99(Ngũ Hiệp - Kim Mã)                                     | Ngũ Hiệp - ... - Hào Nam - Bến xe Kim Mã                                                                                            |
| 142(Vincom Long Biên - Nam Thăng Long)                    | Vincom Long Biên - ... - Hào Nam - Giảng Võ - ... - Nam Thăng Long                                                                  |
| 144(Trần Khánh Dư - Đại học Mỏ)                           | Trần Khánh Dư - ... - Hào Nam - Giảng Võ -... - Đại học Mỏ                                                                          |
| E02(Vinhomes Ocean Park - Hào Nam)                        | Vinhomes Ocean Park - ... - Hào Nam (Ga Cát Linh)                                                                                   |
| Đối Diện 116 Hào Nam                                      | |
| 25(Bệnh viện Bệnh nhiệt đới TƯ cơ sở 2 - Bến xe Giáp Bát) | Bệnh viện Bệnh nhiệt đới TƯ cơ sở 2 - ... - Giảng Võ - Hào Nam -...Bến xe Giáp Bát                                                  |
| 49(Nhổn - Trần Khánh Dư)                                  | Nhổn - ... - Giảng Võ - Hào Nam - ... - Trần Khánh Dư                                                                               |
| 50(KĐT Vân Canh - Long Biên)                              | KĐT Vân Canh - ... - Giảng Võ - Hào Nam - ... - Long Biên                                                                           |
| 99(Kim Mã - Ngũ Hiệp)                                     | Bến xe Kim Mã - Giảng Võ - Hào Nam - ... - Ngũ Hiệp                                                                                 |
| 142(Nam Thăng Long - Vincom Long Biên)                    | Nam Thăng Long - ... - Giảng Võ - Hào Nam -... - Vincom Long Biên                                                                   |
| 144(Đại học Mỏ - Trần Khánh Dư)                           | Đại học Mỏ - ... - Giảng Võ - Hào Nam -... - Trần Khánh Dư                                                                          |
| E02(Hào Nam - Vinhomes Ocean Park)                        | Hào Nam (Ga Cát Linh) - ... - Vinhomes Ocean Park                                                                                   |
| Nhà chờ Núi Trúc                                          | |
| BRT01(Kim Mã - Bến Xe Yên Nghĩa)                          | Kim Mã - Núi Trúc - ... - Bến xe Yên Nghĩa                                                                                          |
| Hè Gần Ngõ 173 Giảng Võ                                   | |
| 23(Nguyễn Công Trứ - Nguyễn Công Trứ)                     | Nguyễn Công Trứ - ... - Giảng Võ - ... - Nguyễn Công Trứ                                                                            |

## Hình ảnh

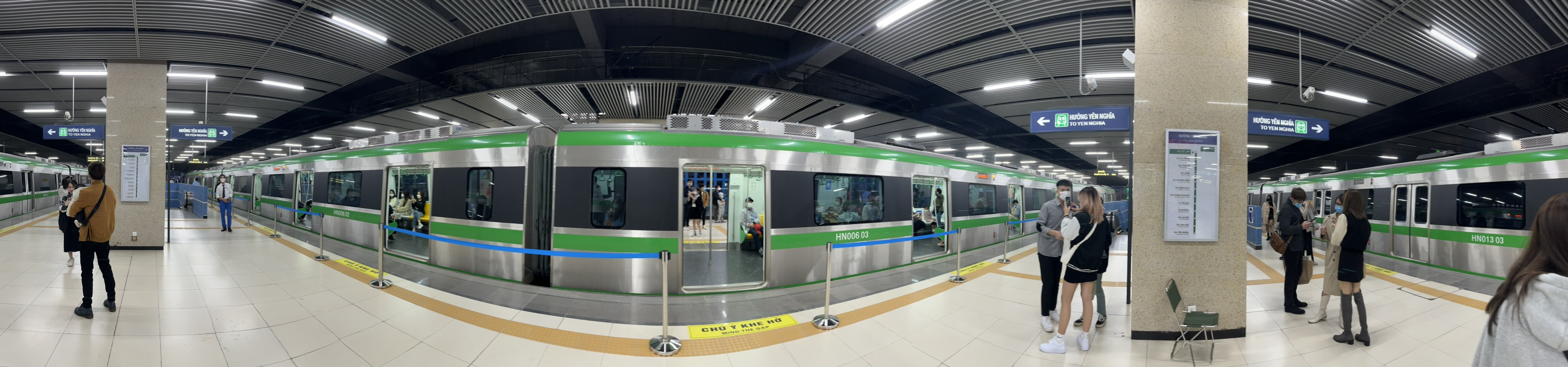
Góc ảnh rộng ghi hình hai đoàn tàu đang chờ khách trong sân ga Cát Linh.

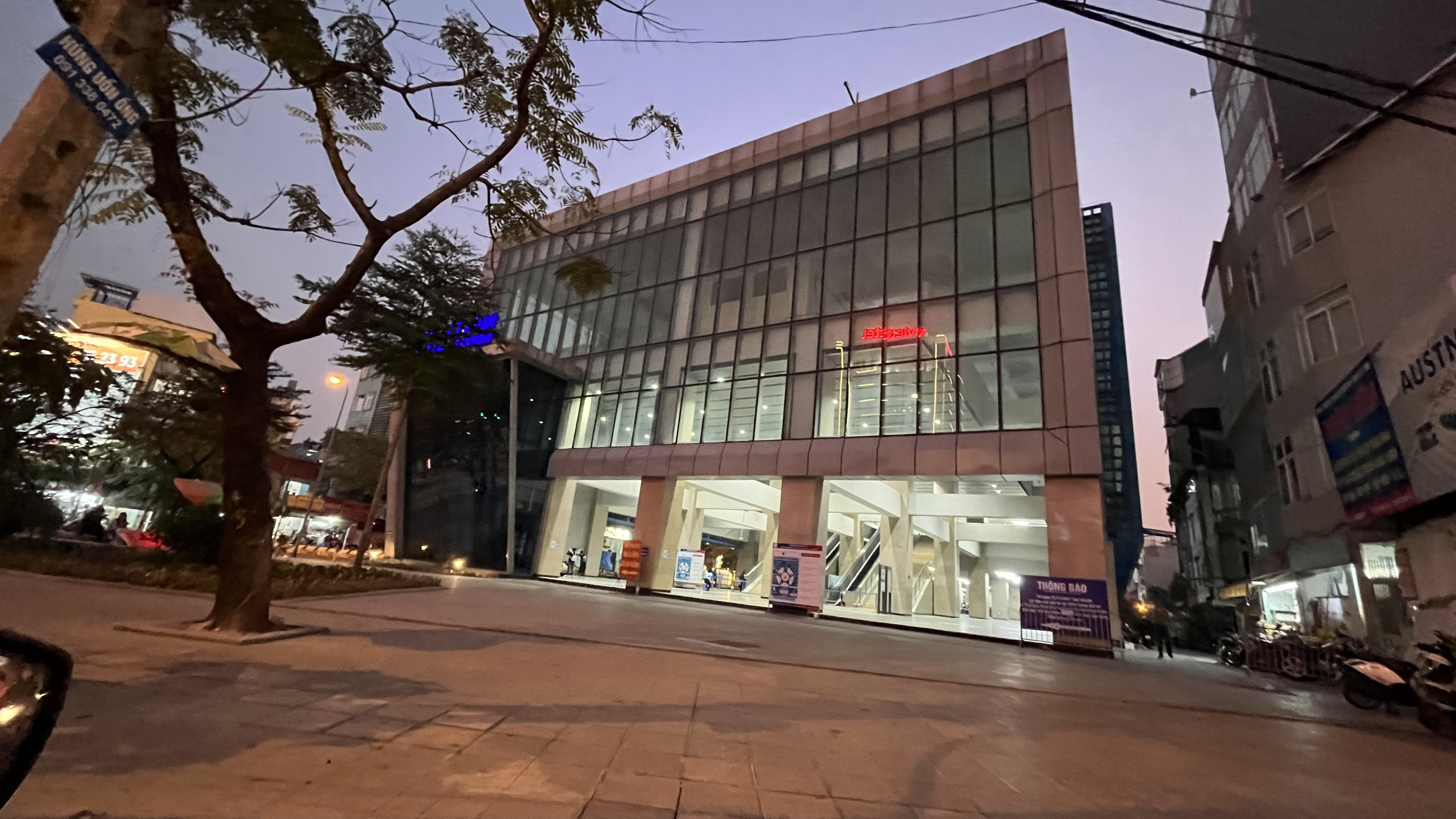
Bên ngoài nhà ga
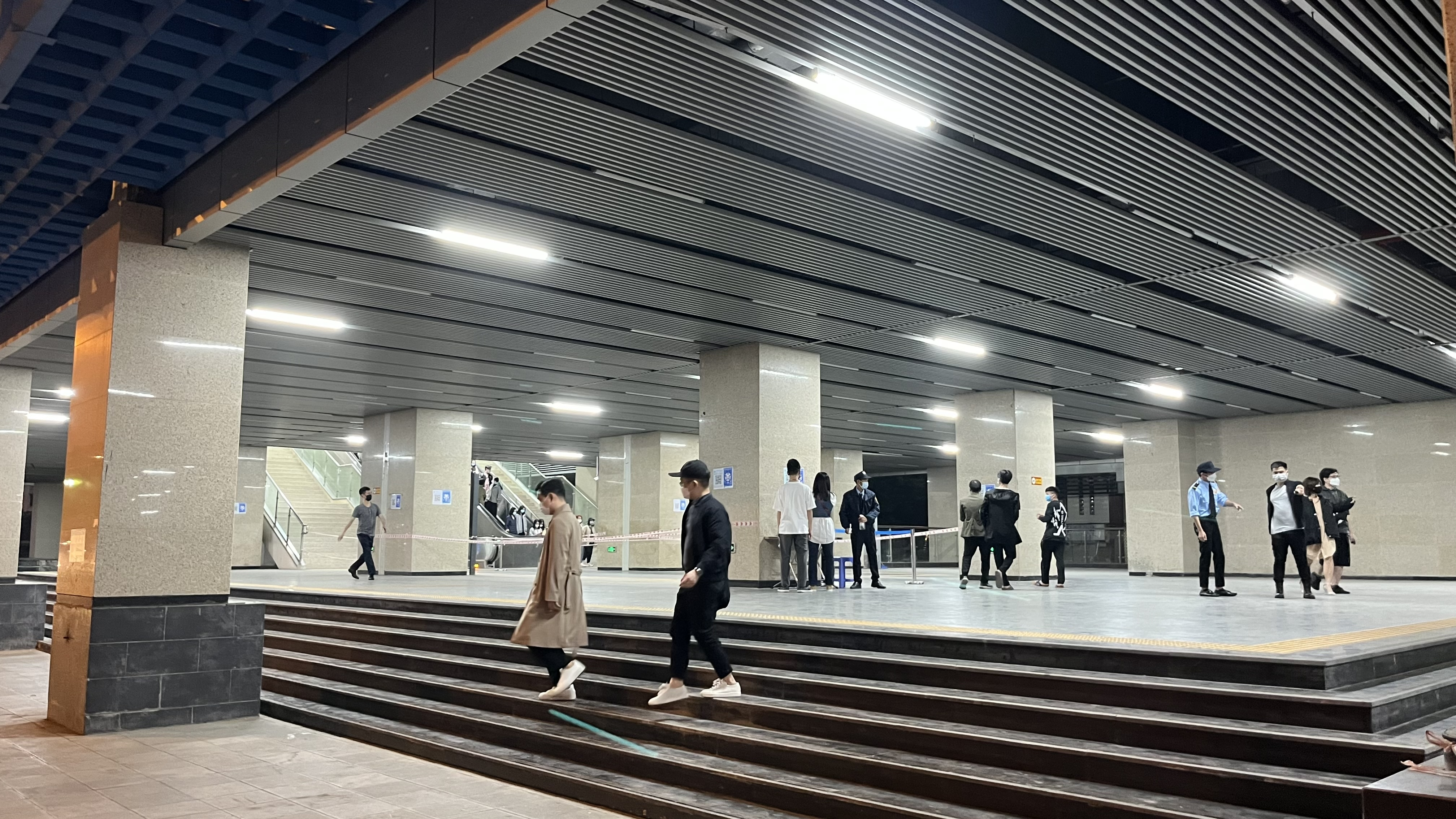
Lối ra ga Cát Linh
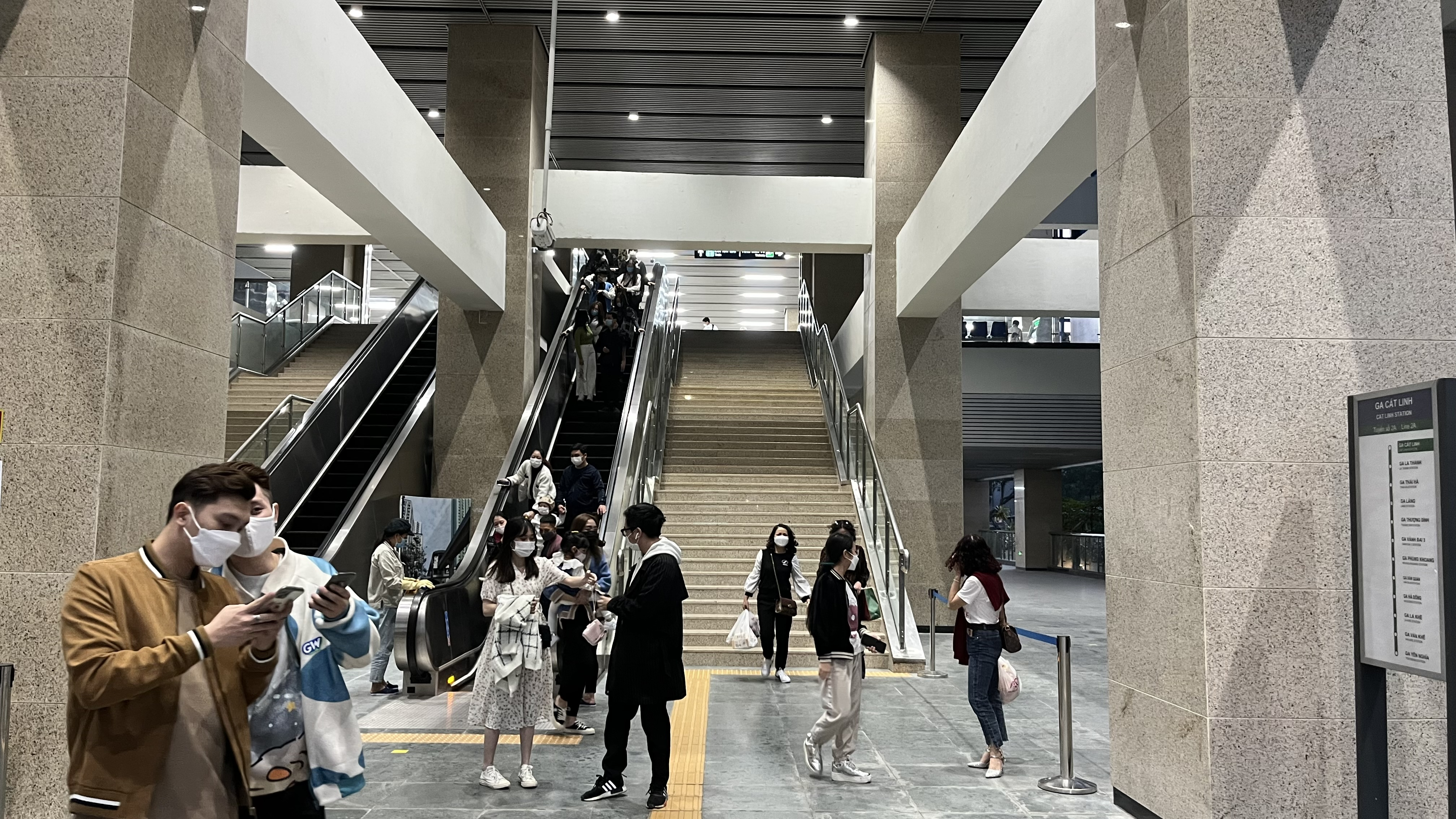
Sảnh nhà ga